# كهوف فيليبيت
كهوف فيليبيت تحتوي جبال فيليبيت في كرواتيا على العديد من الكهوف العميقة مع بعض أكبر القطرات العمودية الجوفية في العالم.

## وصلات خارجية
- Lukina jama, from the Speleological Committee of the Croatian Mountaineering Association